# Поліція безпеки (Веймарська республіка)

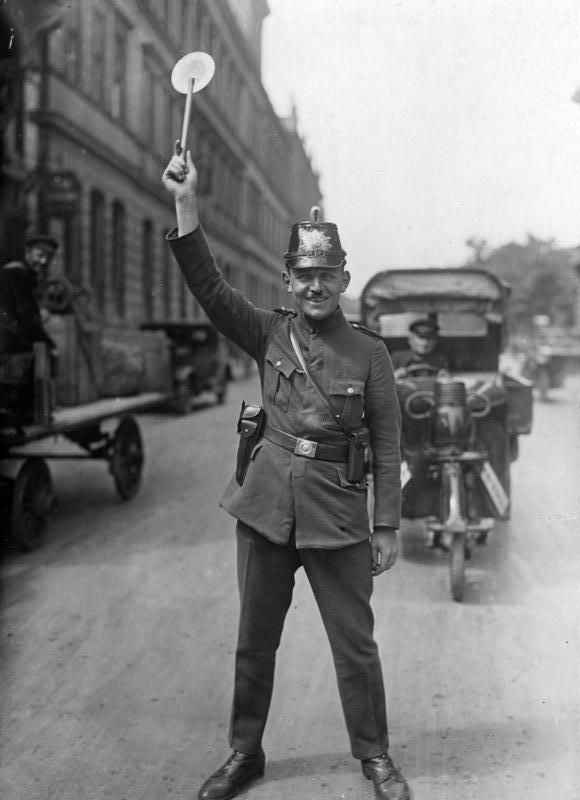
Дорожні пости Берлінської поліції 1924

Поліція безпеки у Веймарській Республіці (Schupo) існувала як частина, підрозділ кожної поліцій країни. Служба відбувалася в поліцейській формі, також у 1920-х роках головним убором був ківер.

## Завдання
Головне завдання охоронної поліції було підтримання громадської безпеки і порядку на відведеної території. Поліція слугувала особистим резервом для поліцейського окремої служби (т. з. прокладка службі та моніторинг трафіку), також використовувались у запеклих сутичках у Веймарській Республіці між правими і лівими крайніми угрупованнями.

## Історія

### Передісторія
У німецьких землях з'явилася в 19 столітті. Зазвичай століттями, до муніципальної поліції у великих містах, містах, муніципальних округах були прикомандировані жандарми, які до 1919 року вважалися військовослужбовцями, та державна поліція. Вже в 1820 році була представлена посада начальника поліції у Берліні. 23 червня 1848 р. імператором Фрідріхом Вільгельмом IV. був створений Імператорський підрозділ захисту Берліна. Завданням підрозділу захисту була шляхова інспекція нагляду і діям з „щільними масами“. У зв'язку з цим можливим було використання цивільних підрозділів,через надмірно суворі дії Гвардії, які після березневих заворушень не слід було повторювати. Ця захисна команда досі вважається передвісником з поліції захисту. Організаційний поділ між захистом та карному розшуку в Королівстві Пруссії відбулося, однак, тільки в 1872 році, що було пізніше ніж в інших частинах Німеччини. Так було, наприклад, у Мюнхені, де місцева рота жандармерії у 1898 використовується також як підрозділ захисту і перетворюється в „громадський інститут“ державного поліцейського управління. Термін „підрозділ захисту“ був поширений в містах, для нижніх чинів громадської безпеки компетентних поліцейських у формі .

### Формування у Веймарській Республіці
В доповнення до вже існуючих захисних команд імперії наприкінці 1919 р. в більшості германських країн з'явилася і поліція безпеки (Sipo), яка в середині 1920 готова до виконання обов'язків. Це були воєнізовані поліцейські сили, які утворювались та фінансувалися Імперією. 8 вересня 1919 року 2500 відбулася демонстрація чиновників захисних підрозділів з усієї Німеччини з імператорським Союзом німецької поліції проти організації Sipo.
Вже протягом 1920 року, поліція безпеки використовувалась у об'єднанні з захисними підрозділами для розгону французьких протестів в Пруссії, Саксонії і Вюртемберзі. У Баварії був Sipo з листопада 1920 р. перейменована у „Баварську земельну поліцію“. Цивільний поліцейський апарат, навпаки, складався з жандармерії, державний підрозділ захисту і міську поліці. В Гессен зберігалась назва "поліція безпеки", в Мекленбург-Стрелиц була поліція безпеки перейменовану у державну поліцію. Оскільки Високість про поліції в країнах лежав, було позначення захисту поліцій у Веймарській Республіці та в інших країнах частково встановлено:
- Поліція порядку (Orpo): у Гамбурзі, Ольденбурзі, Любек, Ангальт, Баден і Мекленбург-Шверін
- Земельна поліція: Тюрингія (з 1931 також охоронна поліції)

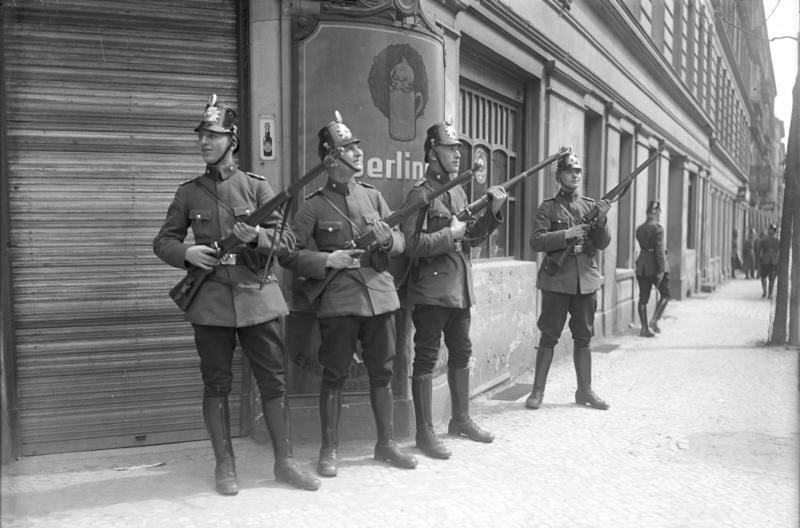
Озброєна поліція під час травневих заворушень

### Ситуація в Пруссії
У Пруссії поліція була реорганізована після Першої світової війни урядовим юристом, а пізніше статс-секретарем Вільгельм Абеггом. Поліція була задіяна вже в 1921 році під час боїв у березні в Центральній Німеччині . З Указом від 12. В грудні 1928 року прусська поліція була рівномірно розподілена на урядову поліцію, поліцію захисту та розшуку. Чиновники прусської поліції під керівництвом давнього прусського міністра внутрішніх справ Карл своїх батьків вважалися „республіканський сил сприяння безпеці“. Як так звані „Blutmai“ в історію прийняті навесні 1929 року призвів до погіршення відносин між населенням і поліцією в цілому. В результаті заворушень  в Берліні з 1 до 3 травня 1929 року були вбиті або поранені численні демонстранти і співробітники поліції. Офіційного розслідування насильства з боку поліції не відбулося, жоден поліцейський не був звинувачений. Після того, як відбулася Алтонайська кривава неділя (17 липень 1932 року) відбулося зміщення демократичного уряду так званим Прусським ударом. За регламентом сіл ст. рейхсканцлер Папен до райхскомісара для Пруссії і оголосив позбавлення влади уряду Пруссії. Отже, прусська поліція перейшла під контроль Імперії.

### Третій Рейх
Після приходу до влади націонал-соціалістів була поліція в поліції безпеки (Sipo) та порядку міліції (поліції порядку) під командуванням генерал Поліції Курт Daluege, який був відповідним за збереження громадської безпеки і порядку. Як поліція порядку вона виконувала функції поліції захисту (Schupo), міської поліції і жандармерії, а потім і пожежної охорони як пожежна поліція.